# Sarah Churchill, Ducesă de Marlborough
Sarah Churchill, Ducesă de Marlborough (născută Jennings; 5 iunie 1660  – 18 octombrie 1744) a fost una dintre cele mai influente femei a timpurilor ei prin prietenia apropiată cu regina Anne a Marii Britanii. Prietenia dintre Sarah și Anna, fiica regelui Iacob al II-lea era cunoscută tuturor. Deseori personalități importante din societatea engleză apelau la Sarah pentru a interveni pe lângă Anna, cu speranța că cererile lor vor fi îndeplinite. Drept urmare când Anna a devenit regină, Sarah era o prietenă puternică și o dușmană periculoasă.
Într-o epocă în care căsătoriile erau celebrate mai mult din interes decât din dragoste, Sarah s-a bucurat de o relație amoroasă neobișnuită cu John Churchill, I Duce de Marlborough, care a devenit soțul ei în 1677. Ea a acționat ca agent al prințesei Anna după ce tatăl acesteia, Iacob al II-lea a fost demis în timpul Revoluției Glorioase din 1688; și-a promovat interesele în timpul domniei lui William al III-lea și al Mariei a II-a. Când Anna a urcat pe tronul Angliei după moartea lui William în 1702, Ducele de Marlborough și Sidney Godolphin, I Conte de Godolphin au condus guvernul, în parte datorită prieteniei soției sale cu regina. În timp ce Ducele se afla în afara țării comandând armata în timpul Războiului Succesiunii Spaniole, Sarah îl ținea informat despre intrigile de la curte. Sarah a militat neobosită în favoarea partidului Whigs și în același timp și-a dedicat mare parte din timpul său proiectelor de construcții cum ar fi Palatul Blenheim. A murit în 1744 la vârsta de 84 de ani.
Fiind o femeie cu o voință puternică, Sarah a pus la grea încercare răbdarea reginei de fiecare dată când erau în dezacord asupra unor argumente politice, judiciare sau ecleziastice. După ruptura definitivă cu Anna din 1711, Sarah împreună cu Marlborough au fost înlăturați de la curte, dar s-au întors după moartea Annei (1714) și urcarea pe tron a lui George I. Ulterior a avut neînțelegeri celebre cu mai multe persoane importante printre care cu fiica sa Henrietta Godolphin, a II-a Ducesă de Marlborough; cu John Vanbrugh, arhitectul palatului Blenheim; cu primul ministru Robert Walpole; cu regele George al II-lea al Marii Britanii și cu soția acestuia regina Caroline. Averea moștenită la moartea soțului său a făcut din Sarah una din cele mai bogate femei din Europa.

## Biografie

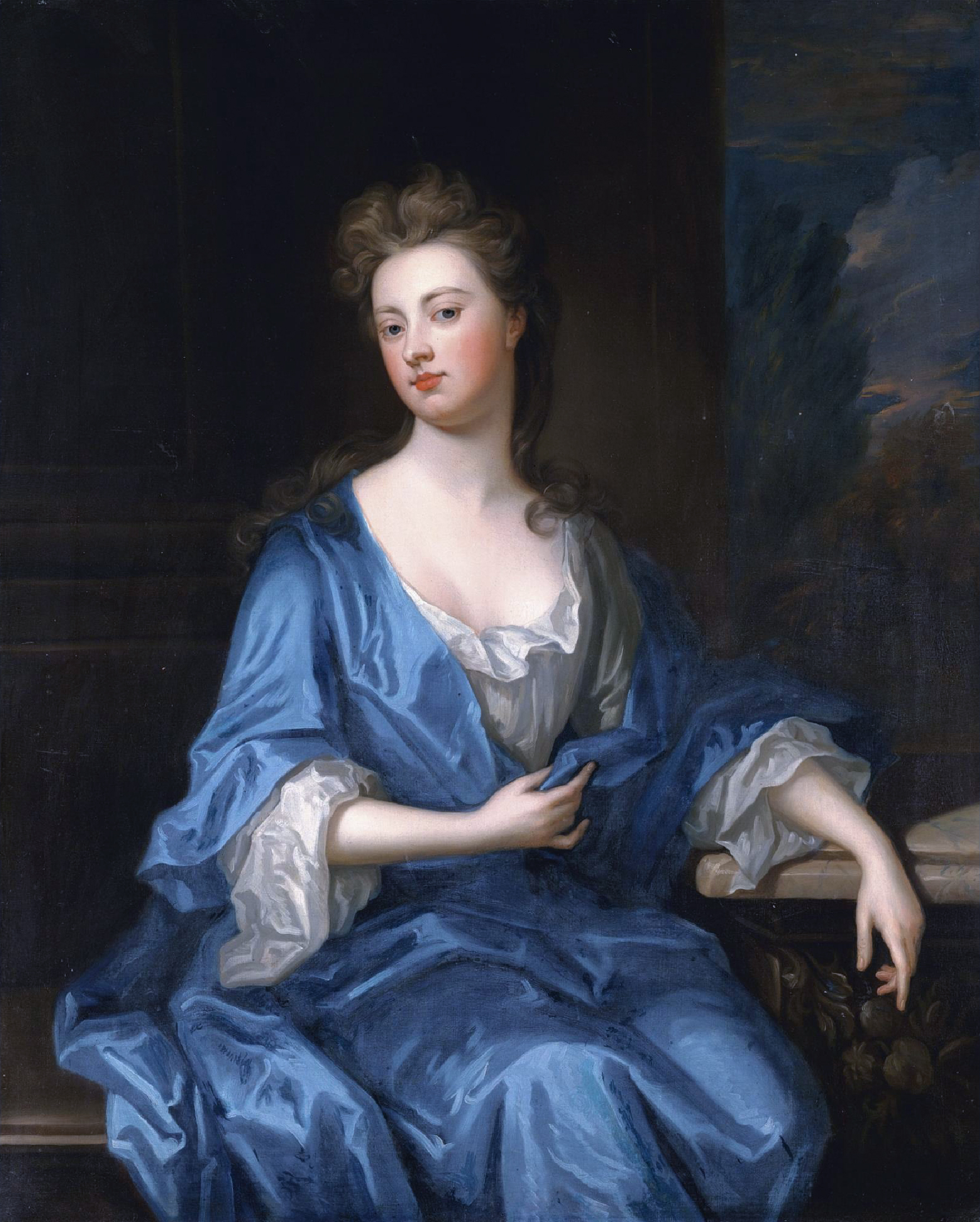
Sarah Churchill

Sarah Jennings s-a născut la 5 iunie 1660, cel mai probabil la Casa Holywell, Hertfordshire. A fost fiica lui Richard Jennings, un membru al Parlamentului și a Frances Thornhurst. Unchiul ei, Martin Lister, a fost un proeminent naturalist. Richard Jennings a intrat în contact cu Iacob, Duce de York (viitorul rege Iacob al II-lea, fratele regelui Carol al II-lea), în 1663, în timpul negocierilor pentru recuperarea unei moșii în Kent, care fusese proprietatea soacrei sale, Susan Lister. Prima impresie a lui Iacob a fost favorabilă și în 1664 sora lui Sarah, Frances, a fost numită doamnă de onoare în suita ducesei de York, Anne Hyde.
Deși Iacob a obligat-o pe Frances să renunțe la funcția ei din cauza căsătoriei cu un catolic, Iacob nu a uitat familia ei. În 1673, Sarah a intrat la curte ca doamnă de onoare pentru cea de-a doua soție a lui Iacob, Mary de Modena.
Sarah a devenit apropiată de tânăra Prințesă Anne în jurul anului 1675 și prietenia dintre cele două a crescut odată cu trecerea timpului. La sfârșitul anului 1675, când Sarah avea 15 ani, ea l-a întâlnit pe John Churchill, care era cu 10 ani mai mare decât ea, și care s-a îndrăgostit de ea. Churchill, care fusese iubitul metresei regelui Carol al II-lea, Barbara Palmer, Ducesă de Cleveland, nu era bogat, moșiile lui fiind înglodate în datorii. Sarah a avut o rivală pentru Churchill în Catherine Sedley, bogata metresă a regelui Iacob și alegerea tatălui lui Churchill, Sir Winston Churchill,  care era nerăbdător să restabilească averea familiei. John ar fi putut spera să o aibă ca amantă pe Sarah în locul Ducesei de Cleveland, care plecase recent în Franța, dar scrisorile de la Sarah către John, care s-au păstrat, arată refuzul ei de a-și asuma acest rol.

### Căsătorie

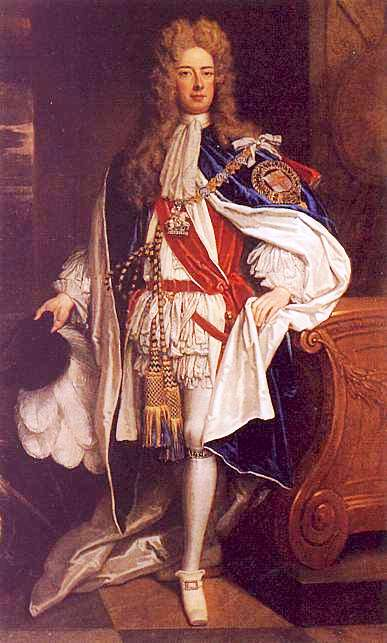
John Churchill, I Duce de Marlborough în roba Ordinului Jartierei, de Sir Godfrey Kneller, c. 1704

În 1677, fratele lui Sarah, Ralph, a murit iar ea și sora ei au devenit moștenitoare ale moșiilor Hertfordshire și Kent. John a ales-o pe Sarah deși atât familia lui cât și a ei era împotriva căsătoriei. John și Sarah s-au căsătorit în secret în iarna anului 1677-78.
John și Sarah erau protestanți într-o curte predominant catolică. Căsătoria a fost anunțată numai Ducesei de York și unui cerc mic de prieteni. Când Sarah a rămas însărcinată, căsătoria a fost anunțată public (la 1 octombrie 1678) iar ea s-a retras de la curte pentru a da naștere primului ei copil, Harriet, care va muri în copilărie. Când Ducele de York a plecat într-un exil auto-impus în Scoția, John și Sarah l-au însoțit, iar Carol al II-lea a răsplătit loialitatea lui John numindu-l baron de Eyemouth în Scoția. Ducele de York s-a întors în Anglia după ce tensiunea religioasă a slăbit; Sarah a fost numită doamnă de onoare pentru Prințesa Anne.

### Domnia lui Iacob al II-lea  (1685–1688)
Prima parte a domniei lui Iacob al II-lea a avut un succes relativ; nu era de așteptat ca un rege catolic să poată controla o țară puternic protestantă. În plus, fiica și moștenitoarea lui era protestantă. Atunci când Iacob a încercat să reformeze religia națională, nemulțumirea populară față de el și guvernul său au devenit larg răspândite. Nivelul de alarmă a crescut atunci când regina Mary a dat naștere unui fiu și moștenitor romano-catolic, Prințul James Francis Edward, la 10 iunie 1688.
Un grup de politicieni cunoscuți ca "Immortal Seven" l-au invitat pe Prințul William de Orania, soțul fiicei protestante a lui Iacob, de a invada Anglia și a-l elimina pe Iacob de la putere, deși planul a devenit public foarte repede. Iacob și-a păstrat încă o oarecare influență și a ordonat ca atat Lady Churchill cât și Printesa Anne să fie puse sub arest la domiciliu la reședința Annei, Palatul Whitehall. Ambii soți ai lor, deși anterior devotați lui Iacob, au trecut de partea lui William de Orania. Iacob a preferat să fugă în Franța în decembrie 1688 decât să se confrunte cu o armată invadatoare, permițându-i lui William să preia tronul.

### William III și Mary II
Viața pentru Sarah în timpul domniei lui William și Mary a fost dificilă. Deși noul cuplu regal l-au premiat pe soțul lui Sarah cu titlul de Conte de Marlborough, Sarah și John s-au bucurat de mai puține favoruri decât în timpul domniei regelui Iacob al II-lea. Noul conte de Marlborough a început să-l susțină pe exilatul Iacob; la această dată, influența lui Sarah asupra Annei și cultivarea ei în rândurile membrilor guvernului de a promova interesele Annei, erau cunoscute. Maria a II-a i-a cerut Annei să o respingă pe Sarah. Cu toate acestea, Anne a refuzat. Acest lucru a creat o ruptură între Mary și Anne, ruptură care nu s-a vindecat.
După moartea reginei Mary a II-a de variolă în 1694, William al III-lea a restabilit onorurile pentru Anne, într-un efort de a-și mări popularitatea în fața englezilor, și i-a oferit apartamente la Palatul St James. De asemenea, el l-a restabilit pe contele de Marlborough în toate titlurile și onorurile sale și l-a exonerat de orice acuzație din trecut. Totuși, temându-se de influența puternică a lui Sarah, William a ținut-o pe Anne departe de treburile guvernamentale și nu a numit-o regentă în timpul absențelor sale, deși ea era acum moștenitoarea aparentă.

### Puterea din spatele tronului: regina Anne

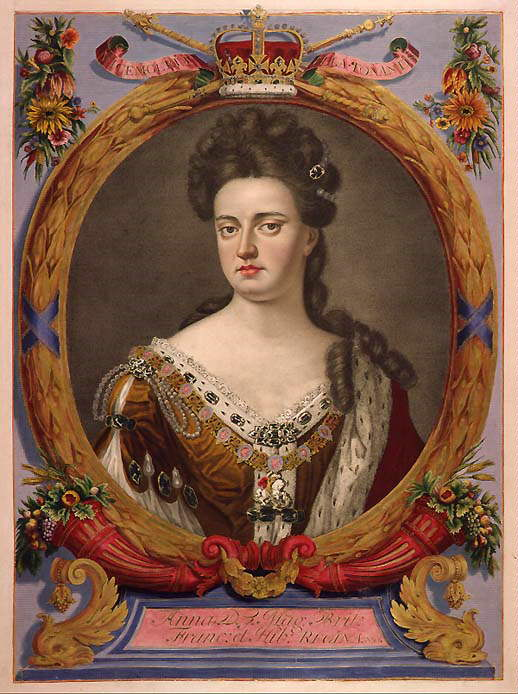
Regina Anne.

În 1702, regele William al III-lea a murit iar Anne a devenit regină. Imediat Anne i-a oferit lui John Churchill un ducat, pe care inițial Sarah l-a refuzat. Sarah era preocupată de faptul că un ducat ar fi tensionat finanțele familiei; în acele timpuri, o familie ducală trebuia să-și arate rangul prin petreceri luxoase. Atunci Anne a oferit familiei Marlborough un venit de 5000 de lire pe an, pe viață, de la Parlament și un venit suplimentar de 2000 de lire pe an din averea suveranului și cuplul a acceptat ducatul. Sarah a primit cele mai înalte titluri deținute de o femeie în regat iar ducele a acceptat Ordinul Jartierei ca și pe cel de general căpitan de armată.
În cea mai mare parte a domniei lui Anne, ducele de Marlborough a fost în străinătate în Războiul Succesiunii Spaniole, în timp ce Sarah a rămas în Anglia. În ciuda faptului că era cea mai puternică femeie din Anglia, în afară de regină, ea apărea la Curte numai rareori, preferând să supravegheze construirea noii ei case, Woodstock Manor, un cadou de la regina Anne, după victoria ducelui în bătălia de la Blenheim. Anne îi trimitea știri depre evoluțiile ei politice prin scrisori și lua în considerare sfatul ducesei în multe probleme.
Un dezacord politic major a avut loc atunci când Sarah a insistat ca ginerele ei, Charles Spencer, al 3-lea conte de Sunderland, să fie admis în Consiliul Privat. Sarah s-a aliat și mai puternic cu liberalii, care l-au sprijinit pe ducele de Marlborough în război; iar liberalii sperau să se folosească de poziția de favorită regală a ducesei. Anne a refuzat să-l numească pe Sunderland: îi displăceau liberalii radicali, pe care îi vedea ca o amenințare la adresa prerogativelor ei regale. Sarah și-a folosit prietenia strânsă cu contele de Godolphin, în care Anne avea încredere, pentru a asigura în cele din urmă astfel de numiri. În 1704, Anne a mărturisit Lordului Godolphin că nu crede că ea și Sarah ar mai putea fi vreodată prietene adevărate din nou.

## Văduvie
John Churchill a murit în Windsor în 1722, nelăsând moștenitor de sex masculin. Titlul ducal în sine a fost moștenit de cea mai mare fiică a lui [[[Henrietta Godolphin, Ducesă de Marlborough]]. Sarah, care a devenit una dintre administratorii patrimoniului a ducelui, a organizat o înmormântare magnifică pentru soțul ei.